# Robert Granjon
Robert Granjon (* um 1513 in Paris; † 16. November 1589 in Rom, nach einigen Quellen auch 1590) war ein französischer Schriftenschneider und Verleger. Er arbeitete unter anderem in Paris, Lyon, Frankfurt, Antwerpen und Rom für viele bedeutende Druckereien dieser Zeit.

## Arbeiten
Gelernter Goldschmied, arbeitete Robert Granjon ab 1542/43 als Stempelschneider in Paris. Sein erstes Buch als Verleger – eine Taschenausgabe des Neuen Testaments in griechischer und lateinischer Sprache – wurde im Jahr 1549 in Paris veröffentlicht. Zwischen 1563 und 1570 arbeitete er eng mit dem Antwerpener Drucker Christophe Plantin zusammen. Im Jahr 1578 ging Granjon nach Rom und schnitt dort u a. armenische, syrische, arabische und kyrillische Schriften herausragender Qualität für meist kirchliche Druckereien.
Besonders Granjons schöne Kursivschnitte sind bis in die heutige Zeit sehr beliebt und werden oft mit Claude Garamonds Antiqua-Schriften kombiniert. Einige Originalstempel und -matrizen sind bis heute erhalten und werden im Antwerpener Plantin-Moretus-Museum aufbewahrt.